# Juergen Sommer
Juergen Peterson Sommer (New York, 27 februari 1969) is een Amerikaans voormalig voetballer, die actief was als doelman. Hij beëindigde zijn actieve loopbaan in 2002 bij de Amerikaanse club New England Revolution.
Sommer speelde in totaal tien officiële interlands voor het Amerikaans elftal. Hij nam met zijn vaderland deel aan de WK-eindronde 1998 in Frankrijk, maar kwam daar niet in actie. Zijn grootste concurrenten bij de nationale ploeg waren Kasey Keller en Brad Friedel.